# Castilla tunu
Castilla tunu là một loài thực vật có hoa trong họ Moraceae. Loài này được Hemsl. mô tả khoa học đầu tiên năm 1901.